# Uruguai nos Jogos Olímpicos
O Uruguai participou pela primeira vez dos Jogos Olímpicos em 1924, e enviou atletas para competirem em todos os Jogos Olímpicos de Verão desde então, excepto quando ele boicotou os Jogos de 1980.
O Uruguai participou de uma edição dos Jogos Olímpicos de Inverno, em 1998.
Atletas uruguaios ganharam um total de 10 medalhas, com 2 ouros no Futebol.
O Comitê Olímpico Nacional do Uruguai foi criado em 1923 e reconhecido pelo COI no mesmo ano.

## Quadro de Medalhas

### Medalhas por Jogos de Verão
| Jogos                 | Ouro           | Prata          | Bronze         | Total          |
| 1924 Paris            | 1              | 0              | 0              | 1              |
| 1928 Amsterdã         | 1              | 0              | 0              | 1              |
| 1932 Los Angeles      | 0              | 0              | 1              | 1              |
| 1936 Berlim           | 0              | 0              | 0              | 0              |
| 1948 Londres          | 0              | 1              | 1              | 2              |
| 1952 Helsinque        | 0              | 0              | 2              | 2              |
| 1956 Melbourne        | 0              | 0              | 1              | 1              |
| 1960 Rome             | 0              | 0              | 0              | 0              |
| 1964 Tóquio           | 0              | 0              | 1              | 1              |
| 1968 Cidade do México | 0              | 0              | 0              | 0              |
| 1972 Munique          | 0              | 0              | 0              | 0              |
| 1976 Montreal         | 0              | 0              | 0              | 0              |
| 1980 Moscou           | não participou | não participou | não participou | não participou |
| 1984 Los Angeles      | 0              | 0              | 0              | 0              |
| 1988 Seul             | 0              | 0              | 0              | 0              |
| 1992 Barcelona        | 0              | 0              | 0              | 0              |
| 1996 Atlanta          | 0              | 0              | 0              | 0              |
| 2000 Sydney           | 0              | 1              | 0              | 1              |
| 2004 Atenas           | 0              | 0              | 0              | 0              |
| 2008 Pequim           | 0              | 0              | 0              | 0              |
| Total                 | 2              | 2              | 6              | 10             |

### Medalhas por Esportes
| Esporte     | Ouro | Prata | Bronze | Total |
| Futebol     | 2    | 0     | 0      | 2     |
| Remo        | 0    | 1     | 3      | 4     |
| Ciclismo    | 0    | 1     | 0      | 1     |
| Basquetebol | 0    | 0     | 2      | 2     |
| Boxe        | 0    | 0     | 1      | 1     |
| Total       | 2    | 2     | 6      | 10    |